# Pantanodon
 Pantanodon és un gènere de peixos de la família dels pecílids i de l'ordre dels ciprinodontiformes.

## Taxonomia
- Pantanodon madagascariensis (Arnoult, 1963) †
- Pantanodon stuhlmanni (Ahl, 1924)[1][2][3][4]